# Enzo Staiola
Enzo Staiola (ur. 15 listopada 1939 w Rzymie, zm. 4 czerwca 2025 tamże) – włoski aktor dziecięcy, a w dorosłym życiu nauczyciel matematyki i urzędnik państwowy.
Najbardziej znany z roli 8-letniego Bruno w neorealistycznym filmie Vittoria De Siki Złodzieje rowerów (1948), nagrodzonym Oscarem dla najlepszego filmu nieanglojęzycznego. Po tym sukcesie w latach 1949-1954 wystąpił w kilkudziesięciu produkcjach filmowych cenionych reżyserów, grając u boku aktorskich sław. Najważniejsze filmy, w których zagrał w tamtym okresie to; m. in: Wulkan (1950; z główną rolą Anny Magnani), Biała linia (1950; z Giną Lollobrigidą), Powrót Don Camilla (1953; z udziałem Fernandela), a także amerykańska produkcja Bosonoga contessa (1954) z Humphreyem Bogartem i Avą Gardner. Ostatecznie nie został aktorem; pracował jako nauczyciel i rejestrator gruntów.
Zmarł 4 czerwca 2025 w rzymskim szpitalu, gdzie przebywał w związku z komplikacjami po upadku.